# يوحنا هيركانوس
يوحنا هيركانوس أو يوحنا بن سمعان المكابي (بالإغريقية: Ἰωάννης Ὑρκανός)‏ (164 ق م - 104 ق م) هو زعيم مكابي حشموني يهودي ورئيس كهنة بني إسرائيل في القرن الثاني قبل الميلاد، حكم الحشومنيين من 134 قبل الميلاد حتى وفاته في عام 104 قبل الميلاد. في الأدب الحاخامي يُشار إليه غالبًا باسم «يوحنا رئيس الكهنة».

## حياته
هو ابن سمعان المكابي وابن أخو يهوذا المكابي ويوناثان المكابي، ذُكرت قصته في سفر المكابيين الأول والثاني وفي التلمود، كما ذكره يوسيفوس فلافيوس. لم يكن يوحنا حاضرا في حين قُتل والده وشقيقاه على يد صهره بطليموس بن أبوس. ووصل إلى منصب والده السابق: منصب الكاهن الأعظم وزعيم الحشمونيين. كان لديه خمسة أبناء منهم: يهوذا أريستوبولوس الأول، أنتيجونوس الأول، ألكسندر، وأبشالوم.

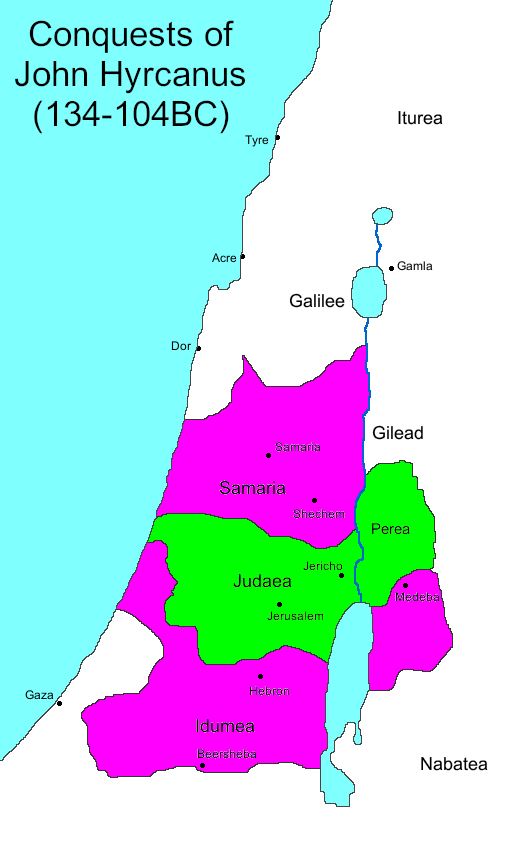
مملكة الحشمونيين تحت حكم يوحنا هيركانوس.
134 ق م

تمكن يوحنا هيركانوس من الاستفادة من الاضطرابات في الإمبراطورية السلوقية لتأكيد استقلال يهودا وغزو مناطق جديدة. وفي عام 130 ق م عاد ديمتيريوس الثاني الملك السلوقي السابق من المنفى في هيركانيا لاستعادة السيطرة على إمبراطوريته، ولكن سقطت الإمبراطورية السلوقية نفسها، وتقسمت إلى إمارات أصغر: اليطوريون في لبنان، والعمونيون في شرق الأردن، والعرب الأنباط في ممثلة إمارات مستقلة.
أنشأ هيركانوس جيشًا مرتزقًا جديدًا حارب بشدة مع قوات يهودا التي هُزمت من قبل أنطيوخس السابع.
بدءًا من عام 113 قبل الميلاد بدأ هيركانوس حملة عسكرية واسعة النطاق ضد السامرة، وحاصرها، وطلب السامريون المساعدة واستعانوا بـ 6000 جندي من جيش أنطيوخوس التاسع. واستمر الحصار لمدة طويلة، وفي النهاية تم اجتياح السامرة وتدميرها بالكامل. وهُزم جيش مرتزقة أنطيوخوس التاسع، ثم استولى على مدينة بيسان أيضًا. عامل يوحنا هيركانوس سكان السامرة كعبيد، وشرع في سياسة إجبار السكان غير اليهود على تبني العادات اليهودية.
ثم غزا شرق الأردن عام 110 قبل الميلاد. وحاصر مدينة مادبا واستولى عليها بعد حصار دام ستة أشهر. وبعد هذه الانتصارات ذهب شمالًا نحو شكيم وجبل جرزيم، وحوَّل مدينة شكيم إلى قرية ودمَّر المعبد السامري على جبل جرزيم.
بدأ أيضًا حملة عسكرية ضد مملكة إدوم، وغزا عدة مدن.

## الاقتصاد والعلاقات الخارجية

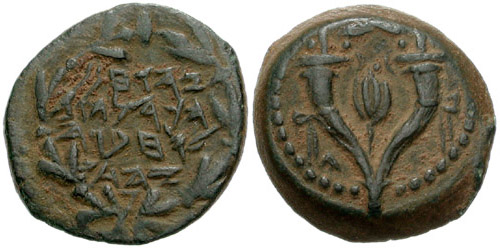
عملة يوحنا هيركانوس سنة 135-104 قبل الميلاد.

بعد حصار القدس واجه هيركانوس أزمة اقتصادية خطيرة في يهودا، ولكنها خفت بعد وفاة أنطيوخوس السابع، وأصبح لا يدفع الجزية للإمبراطورية السلوقية. وتحسن الوضع الاقتصادي في نهاية المطاف، فأصدر عملته الخاصة، وبدأ مشاريع بناء حيوية في يهودا. وأعاد بناء الجدران التي دمرها أنطيوخوس السابع. كما بنى حصنًا شمال المعبد يسمى باريز وربما أيضًا حصن هيركانا.
كما سعى إلى علاقات جيدة مع القوى الأممية المحيطة، وخاصة الجمهورية الرومانية، وأصدر مجلس الشيوخ الروماني مرسوم بعقد معاهدة صداقة مع مملكة يهودا.
كما حافظ على علاقات ثابتة مع مصر البطلمية. ربما كان هذا ممكناً بسبب العديد من اليهود الذين يعيشون في مصر.